# ラ・バタイユ (1923年の映画)
『ラ・バタイユ』（フランス語: La Bataille、英語: The Battle）は、早川雪洲とエドゥアール＝エミール・ヴィオレが共同で監督し、1923年に公開されたフランスの映画。早川は、妻である青木鶴子とともに、この映画の主演を演じた。 
ハリウッドを拠点としていた早川雪洲は、黄禍論の高まりを受けて、ヨーロッパに活路を求め、この映画の制作のために妻の青木鶴子とともに1923年7月にパリ入りして、群集から熱狂的に歓迎された。フランス人作家クロード・ファレールが日露戦争を舞台にして著した小説『ラ・バタイユ』を原作とするこの映画は、フランス海軍の協力によって本物の軍艦まで撮影に使い、フランスでは大ヒットした。

## あらすじ
本作は、小説『ラ・バタイユ』を原作としているが、原作では不貞を働く主人公の妻が、夫に忠実な妻として描かれるなど、原作とは異なる設定、展開が盛り込まれている。
海軍将校であるヨリサカ侯爵が、パリから長崎に帰国すると、妻ミツ子は、ホックリイ夫人の助言をいれて、何事も洋風の生活を送っていた。またイギリス海軍士官フェアガンが妻に心を寄せていることに気づいたヨリサカは、嫉妬に葛藤するが、同時にこれを緒に、イギリスの軍事上の秘密を引き出そうとする。やがて日本海海戦に臨んだヨリサカだったが、敵弾に倒れ、観戦武官として居合わせたフェアガンに指揮を委ねる。海戦は勝ったが、ヨリサカはミツ子の許に運ばれて息を引き取り、ミツ子は尼となった。

## キャスト
- 早川雪洲 - ヨリサカ侯爵 (Marquis Yorisaka)
- 青木鶴子 - 侯爵夫人ミツコ (Marquise Mitsouko)
- フェリクス・フォード (Félix Ford) - ヒューバート・フェアガン (Herbert Fergan)
- ジナ・パレルム（フランス語版、英語版） - ホックリイ夫人 (Lady Hookley)
- ジャン・ダックス（フランス語版） - ジャン・フランソワ (Jean Francois)
- キャディ・ウィンター (Cady Winter) - ミス・ヴェイン (Miss Vane)

## 日本版の編集
日本では、主人公の海軍将校ヨリサカ侯爵の妻ミツコがヨリサカの親友であるイギリス武官フェアガンと親しくなる展開や、日本海海戦のさなかに瀕死の重傷を負うヨリサカがフェアガンに艦の指揮を託す場面が国辱であるとして、冷ややかに受け止められ、原型をとどめぬほどに編集されたものが公開されたとされている。日本版の編集にあたったのはヘンリー・小谷であった。
当時の報道によると、一般公開直前の1924年9月30日に、小笠原長生子爵邸でおこなわれた試写会に招かれた東郷平八郎は、フランス海軍が18隻もの軍艦を提供して撮影に協力したことを称賛し、時には感涙を流しながら試写を観たた上で、負傷した主人公が外国人に指揮を委ねるというくだりについて、事実であると「誤解されてはいけない」と述べたといい、この部分の除去が決まったという。
編集された『ラ・バタイユ』は、海軍省の後援を受け、10月3日からまず帝国ホテルで3日間上映され、以降、一般の映画館でも公開された。

## アメリカ版『The Danger Line』

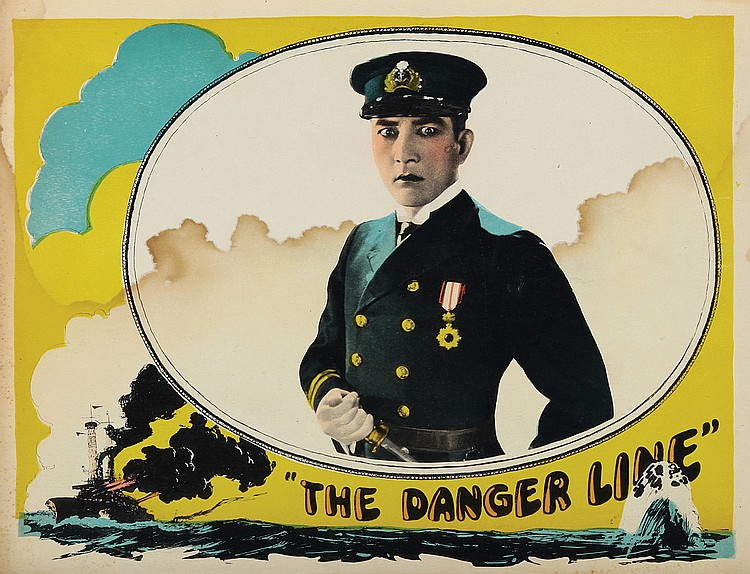
アメリカ版『The Danger Line』ポスター

アメリカ合衆国でも、本作は大幅に編集改変され、ロバートソン＝コール映画社（Robertson-Cole Pictures Corporation：Film Booking Offices of Americaの前身）の制作による映画『The Danger Line』として1924年5月26日に公開された。